# Floresta Torta
Floresta Torta (em polonês/polaco:  Krzywy Las) é um pequeno bosque de pinheiros localizados em Nowe Czarnowo, na Pomerânia Ocidental Polonesa. O local é famoso por suas inexplicáveis 400 árvores tortas, todas contendo uma curvatura de 90º na base, que foram plantadas na década de 1930, quando o território foi invadido pela Alemanha. Inúmeras teorias diferentes foram propostas propostas ao longo dos anos para explicar este fenômeno, porém ninguém realmente sabe o que fez as árvores ficarem deformadas.